# سیارک ۴۱۹۴
سیارک ۴۱۹۴ (به انگلیسی: 4194 Sweitzer، نامگذاری:1982RE) چهار هزار و صد و نود و چهارمین سیارک کشف شده‌است که در ۱۵ سپتامبر ۱۹۸۲ کشف شد.
قدر مطلق سیارک برابر ۱۲٫۰۰ است.